# Ghajar
Ghajar (árabe: غجر, hebraico: ע'ג'ר ou רג'ר‎) é um vilarejo alauíta-árabe no rio Hasbani, na fronteira entre o Líbano e a porção ocupada por Israel das Colinas de Golã, na Síria. Em 2019, tinha uma população de 2.659 pessoas.